# Marineunterstützungskommando (1974–2001)
Das Marineunterstützungskommando (MUKdo) war eine Höhere Kommandobehörde der Deutschen Marine. Es wurde am 1. Oktober 1974 aufgestellt und am 27. September 2001 aufgelöst. Sitz des MUKdo war Wilhelmshaven. Das MUKdo war dem Inspekteur der Marine unterstellt und diente der Unterstützung der Flotte.

## Geschichte
In der ersten Organisationsstruktur der Bundesmarine, die ab 1956 eingenommen wurde, gab es neben dem Kommando der Flotte und dem Kommando der Marineausbildung (ab 1962: Zentrales Marinekommando) ein Kommando der Flottenbasis, das für die technische und logistische Unterstützung der Flotte zuständig war. 1965 trat eine neue Struktur in Kraft, in der das Zentrale Marinekommando und das Kommando der Flottenbasis zum Marineamt (MarA) mit Sitz in Wilhelmshaven zusammengefasst wurden. Bereits 1972 wurde beschlossen, diese Änderung weitgehend wieder rückgängig zu machen und eine neue Struktur zu schaffen, die der vorherigen ähnlich war. Sie trat 1974 in Kraft und gliederte sich in drei Säulen, jeweils geführt von einer Höheren Kommandobehörde:
- Flotte geführt vom Flottenkommando
- Marineunterstützungskommando
- Marineamt

Diese Organisationsform entsprach der der Luftwaffe, auch das Heer passte sich später dieser Gliederung an.
Bei der Reorganisation wurden das Materialamt der Marine zusammen mit Teilen des Stabes MarA in den Stab MUKdo eingegliedert und die vormaligen Marinedivisionen Nordsee und Ostsee mit Wirkung vom 1. April 1975 als Marineabschnittskommandos Nordsee und Ostsee dem MUKdo unterstellt.
Die Organisation des MUKdo ist im Laufe der Zeit mehrfach an neue Erfordernisse angepasst worden. Größere Veränderungen wurden als Folge der Wiedervereinigung eingeleitet und zwischen 1991 und 1993 in Kraft gesetzt.
Im Zuge der ab 2000 eingeleiteten Bundeswehrreform wurde die Streitkräftebasis (SKB) als neuer militärischer Organisationsbereich aufgestellt. Zugleich wurden große Teile des militärischen Sanitätsdiensts im Zentralen Sanitätsdienst der Bundeswehr (ZSanDst) zusammengefasst. Im Zuge dieser Aufgabenverlagerung wurden die Unterstützungsaufgaben in den Teilstreitkräften (TSK) einheitlich in einer Höheren Kommandobehörde zusammengefasst, die jeweils neben einem Führungskommando als TSK-Amt besteht. Die TSK-Unterstützungskommandos wurden aufgelöst. In der Marine blieben das Flottenkommando und das Marineamt als Höhere Kommandobehörden bestehen.
Als Konsequenz dieser Entscheidung hat das MUKdo unter anderem Depots und Transporteinheiten an die SKB und Sanitätseinheiten an den ZSanDst abgegeben. Die verbleibenden Stabselemente wurden in den zwischenzeitlich nach Rostock verlagerten Stab MarA eingegliedert, dem auch die in der Marine verbleibenden Verbände des MUKdo unterstellt wurden. Das MUKdo wurde am 27. September 2001 in Wilhelmshaven außer Dienst gestellt.

## Auftrag
Das MUKdo hatte die Aufgabe der zentralen Koordination des Logistischen Systems der Marine. Der Kommandeur MUKdo trug die Gesamtverantwortung für dessen Führung und Einsatzfähigkeit. Weitere Aufgaben des MUKdo waren die öffentlich-rechtliche Aufsicht über den Betriebsschutz auf Kriegsschiffen und die Durchführung von Havarieuntersuchungen. Außerdem hatte es die ihm unterstellten Truppenteile zu führen.

## Organisation

### Gliederung des Stabes MUKdo
Der Stab des MUKdo bestand zunächst aus einem allgemeinen militärischen Stab mit den Abteilungen A1 – A4 und San und vier Fachabteilungen. Der Chef des Stabes hatte den Dienstgrad eines Flottillenadmirals und war zugleich Stellvertreter des Kommandeurs MUKdo.
Die vier Fachabteilungen waren zuständig für:
- Abt I: Logistische Grundlagen, Verfahren und Vorschriften, Materialinformationsdienst
- Abt II: Materialbedarfsdeckung und -bewirtschaftung
- Abt III: Systembetreuung, Transport und Kraftfahrwesen
- Abt IV: Betrieb und Technik

Mit Wirkung vom 1. Januar 1993 wurde die zuvor dem MarA unterstehende Abteilung Marinerüstung als Abteilung V in das MUKdo eingegliedert. Die Abteilungsleiter III und V waren Flottillenadmirale, die anderen waren Kapitäne zur See.

### Unterstellte Verbände und Dienststellen
Dem MUKdo unterstanden ab 1975 die Marineabschnittskommandos (MAKdo) Nordsee in Wilhelmshaven und Ostsee in Kiel. Jedem MAKdo unterstanden
- mehrere Marinestützpunkte
- mehrere Material-, Kraftstoff- und Munitionsdepots
- ein Marinetransportbataillon
- ein Marinemusikkorps

Dem MAKdo Nordsee war außerdem anfangs die bereits in Auflösung befindliche Reserveflottille unterstellt.
Nach der Wiedervereinigung unterstanden die logistischen Marineeinrichtungen im Beitrittsgebiet zunächst dem Marinekommando Rostock, das wiederum zum Bundeswehrkommando Ost in Strausberg gehörte. Zum 1. Januar 1995 wurde das Marinekommando Rostock in MAKdo Ost mit Sitz in Warnemünde umbenannt und dem MUKdo unterstellt. Die bisherigen MAKdos Nordsee und Ostsee wurden in MAKdo West bzw. MAKdo Nord umbenannt. Zum MAKdo Ost gehörten ähnliche Kräfte wie zu den beiden anderen MAKdos jedoch statt des Marinetransportbataillon nur eine Kompanie und kein Musikkorps.
Mit der Übertragung der Verantwortung für die Marinerüstung aus dem MarA in das MUKdo am 1. Januar 1993 wurden das Kommando für Truppenversuche der Marine in Eckernförde und das Kommando Marineführungssysteme in Wilhelmshaven dem MUKdo unterstellt.

### Kommandeure des MUKdo

Kommandozeichen eines Konteradmirals

| Nr. | Name                 | Beginn der Amtszeit | Ende der Amtszeit | Bemerkungen/Dienstgrad                            |
| --- | -------------------- | ------------------- | ----------------- | ------------------------------------------------- |
| 7   | Wolfgang E. Nolting  | 2000                | 2001              | zugleich Amtschef Marineamt, KAdm                 |
| 6   | Reinhold Siebert     | 1998                | 1999              | KAdm                                              |
| 5   | Horst Sommermeyer    | 1993                | 1998              | KAdm                                              |
| 4   | Heinz Harald Hallier | 1987                | 1993              | KAdm                                              |
| 3   | Hansjakob Kratzmair  | 1982                | 1987              | KAdm                                              |
| 2   | Willi Boller         | 1979                | 1982              | FAdm                                              |
| 1   | Hans-Arend Feindt    | 1974                | 1979              | ab April 1973 Leiter des Aufstellungsstabes; FAdm |

### Stellvertretender Kommandeur und Chef des Stabes des MUKdo
- Kapitän zur See/Flottillenadmiral Dieter Martin: von Oktober 1974 bis September 1981; ab April 1973 Stellvertretung des Leiters des Aufstellungsstabes
- Flottillenadmiral Hubert Ponert: von Oktober 1981 bis Oktober 1983
- Flottillenadmiral Gustav Carl Liebig: von Oktober 1983 bis März 1985
- Flottillenadmiral Alfons Teipel: von April 1985 bis September 1989
- Flottillenadmiral Dirk Horten: von Oktober 1989 bis März 1993
- Flottillenadmiral Horst Sommermeyer: von April 1993 bis September 1993, anschließend Kommandeur des MUKdo
- Flottillenadmiral Konrad Ehrensberger: von Oktober 1993 bis Juni 1994
- Flottillenadmiral Uwe Siegfried Kahre: von Juli 1994 bis Dezember 1996
- Flottillenadmiral Detlef Kammholz: von Dezember 1996 bis 2000